# Castillo de Javier
El castillo de Javier está situado en una loma de la localidad española de Javier, en Navarra. Su construcción se remonta al siglo X. En este castillo nació y vivió san Francisco Javier, hijo de los señores de Javier, y de aquí tomó el nombre con el que se le conocería como misionero. Es lugar de peregrinación, especialmente a principios de marzo, en las llamadas Javieradas. Fue inscrito como bien de interés cultural del patrimonio histórico español en 1994, aunque ya estaba protegido por decreto de herencia cultural desde 1949.

## Etimología
El nombre de Javier proviene del euskera etxeberri, variante dialectal de etxe (casa) y berri (nuevo), por lo que su significado sería 'casa nueva'.  Su evolución fonética se vio influida por el navarroaragonés, transformándose en javier. La grafía tradicional en castellano fue Xavier, mientras que en euskera se escribe Xabier.

## Ubicación
Está ubicado en la localidad española de Javier, perteneciente a la comunidad foral de Navarra, a 52 km al este de Pamplona capital y 6 km al este de Sangüesa.

## Construcción
Consta de tres cuerpos, sucesivamente escalonados en orden de antigüedad. Destacan la Torre del Santo Cristo, bastión y capilla donde se encuentra un interesante crucifijo tardogótico y una serie de pinturas murales representando la danza de la muerte, única en España; la torre del homenaje, llamada de San Miguel (lo más antiguo del castillo) y el museo dedicado a la vida del santo. En sus basamentos hay huellas y zócalos musulmanes que podrían ser del siglo X. En el siglo XI se formó el primer recinto envolvente que cobijó las primeras habitaciones. En el siglo XIII se agregaron, por las cuatro orientaciones, dos cuerpos poligonales y dos torres flanqueantes.

## Historia
El castillo y la villa de Javier fueron ganados por Sancho VII de Navarra en torno al año 1223. Un noble aragonés los había dado como garantía por un préstamo de 9000 sueldos que le concedió el monarca navarro, pero al acabar el plazo y no poder hacer frente al pago, pasaron a la propiedad de Sancho. No era la primera vez, ni sería la última, pues Sancho VII fue uno de los grandes prestamistas de la Corona de Aragón, y gracias a los préstamos no devueltos, se adueñó de una serie de villas y castillos entregados como aval que le ayudaron a reforzar sus fronteras con Aragón: Escó, Peña, Petilla, Gallur, Trasmoz, Sádaba, etc.
En 1236 el castillo fue entregado por el rey Teobaldo I a Adán de Sada. Tras la conquista de Navarra el castillo y la villa como feudo pertenecían a María de Azpilcueta, oriunda del Valle de Baztán, casada con Juan de Jaso, cuya familia defendía la independencia del reino. Por este motivo el Cardenal Cisneros ordenó la demolición completa del castillo en 1516, aunque sólo se realizó un desmochado de la parte fuerte del mismo:
- Se derribó toda la muralla que lo rodeaba y que estaba guarnecida de almenas y aspilleras.
- Se rellenó el foso, igualándolo al terreno.
- Se destruyeron dos grandes portaladas.
- Se derribaron dos torres redondas.
- Se demolió el puente levadizo y, dentro de la muralla, el jardín y la morada de los conejos.
- La torre de Homenaje de San Miguel fue rebajada a la mitad.

### SiglosXIX-XX
Tras sucesivas herencias, la propiedad del castillo, junto con el resto del pueblo de Javier, recayó en la Casa de Villahermosa.

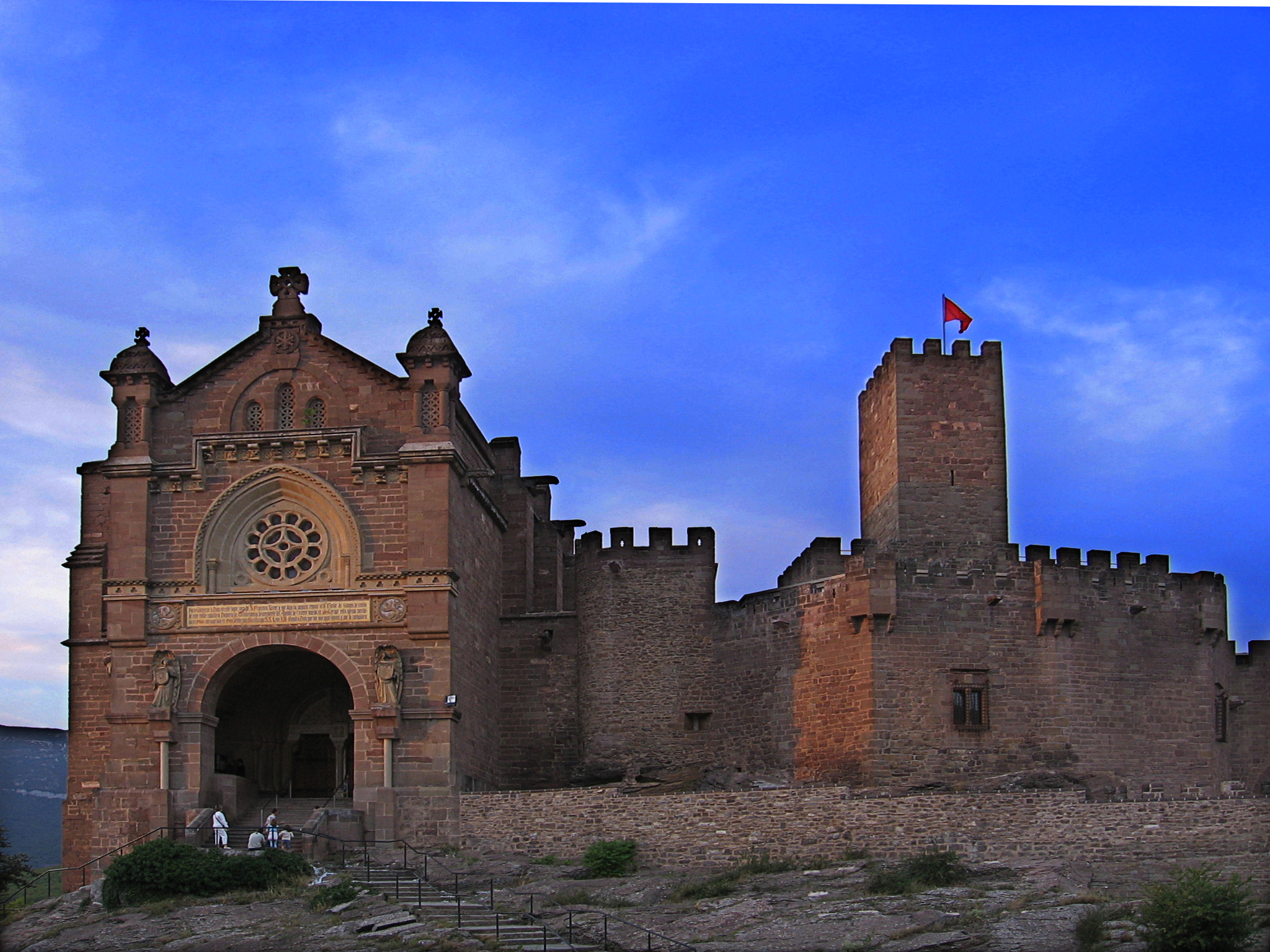
El castillo y la basílica anexa del

A finales del siglo XIX, el castillo estaba prácticamente en ruinas, y por iniciativa de sus propietarios, María del Carmen de Aragón-Azlor, duquesa de Villahermosa, y su marido José Manuel de Goyeneche, conde de Guaqui, se comenzaron las obras de restauración.
El repentino fallecimiento sin descendencia del conde de Guaqui en 1893 hizo peligrar la continuación de las obras por falta de fondos. Sin embargo, los hermanos del conde, el marqués de Villafuerte, las duquesas de Goyeneche y Gamio y José Sebastián de Goyeneche, mediante escrituras notariales otorgadas el 30 de abril de 1894 y 9 de marzo de 1895 acordaron reconocer a la duquesa de Villahermosa el usufructo vitalicio de toda la herencia de su marido para así poder hacer frente a los gastos de las obras ya iniciadas. Dada la envergadura de estas obras, todos los hermanos del conde de Guaqui también participaron con sus propios fondos en la restauración del castillo, edificación de una basílica adosada a él y la construcción de viviendas para sacerdotes y casas de ejercicios. La obra fue encargada al arquitecto Ángel Goicoechea Lizarraga y ejecutada por el contratista tudelano Blas Morte.

Ya a principios del siglo XX, la duquesa de Villahermosa donó el castillo y la basílica a la Compañía de Jesús con la condición de que lo mantuviera tal y como se le entregó. En la cripta de la basílica descansan los restos de quienes contribuyeron a la reconstrucción del castillo y erección de la basílica: la duquesa de Villahermosa, su marido José Manuel de Goyeneche (conde de Guaqui) y los hermanos María Josefa (duquesa de Goyeneche), Carmen (duquesa de Gamio) y José Sebastián de Goyeneche y Gamio (fundador de la Fundación Goyeneche).

Escudo de los señores de Javier, actualmente escudo de la villa de Javier

Ya en la época moderna el castillo de Javier es el destino de una multitudinaria peregrinación a principios de marzo, en honor del santo patrón de Navarra, llamada popularmente Javierada.